# 法国共产主义者联盟马列
法国共产主义者联盟马列（法語：Union des communistes de France marxiste-léniniste），简称法共盟马列（UCFml或UCF-ML），是存在于1969年—1985年的法国毛派组织。
法共盟马列反对其他左翼极端组织，如无产阶级左翼或法国马列主义共产党。  
法共盟马列从1973年开始出版杂志《马克思列宁主义者》，1977年成为月刊。  
1981年10月17日，法共盟马列与马列主义共产主义组织—无产阶级道路聚会，纪念1961年巴黎惨案。这是关于这一事件的首次公开倡议。  
它的领导者和最知名的成员包括阿兰·巴迪欧、西尔万·拉扎勒斯、娜塔莎·米歇尔、凯瑟琳·奎米纳尔、弗朗索瓦·巴尔梅斯和经济学家皮埃尔-诺埃尔·吉罗。  
1974年，法共盟马列建立“文化干预闪电小组”。  
一些成员（包括阿兰·巴迪欧、西尔万·拉扎勒斯和娜塔莎·米歇尔）随后在“政治组织”中发挥了作用。  
许多年以后，它的成员之一，哲学家和作家伯纳德·西谢尔，将法共盟-马列描述为“一个教派组织”，“它的管教往往无情，并且它与工人阶级的现实的有效关系是相当成问题的”。它唤起了纪律（“军人作风”）。他还指出，该运动的工作执行没有与该组织成立时的大部分知识分子商议。